# ファッロ (穀物)

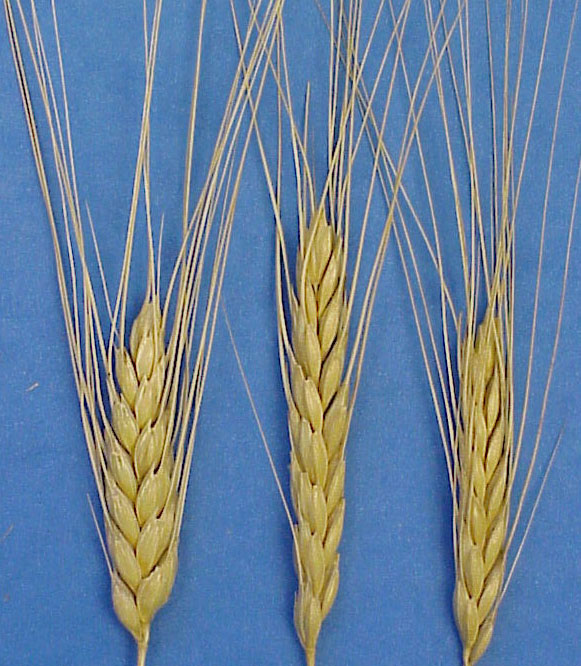
エンマーコムギ（Triticum dicoccum）から作られるファッロは「真の」ファッロといわれることもある。

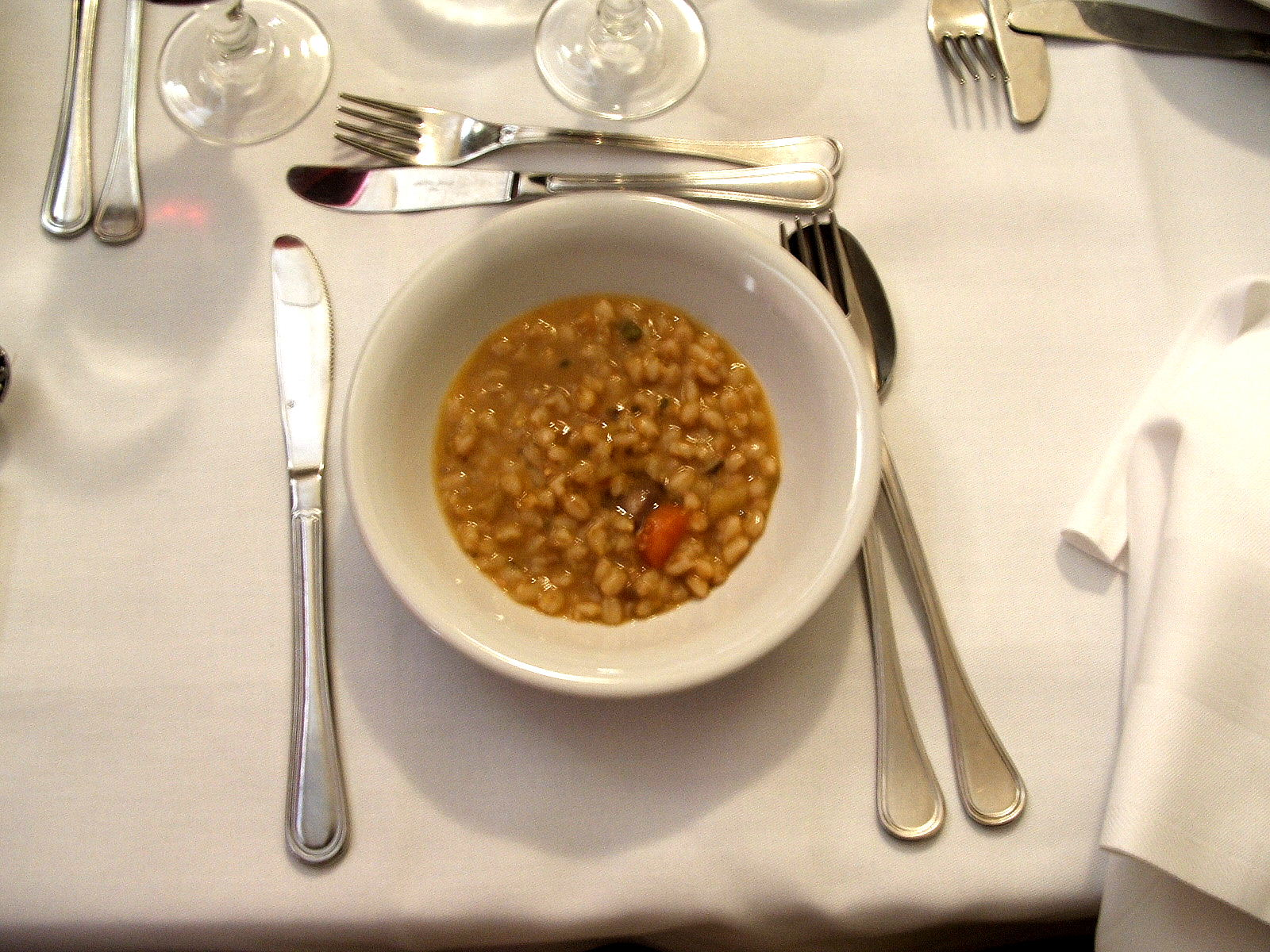
トスカーナ州のファッロのスープ

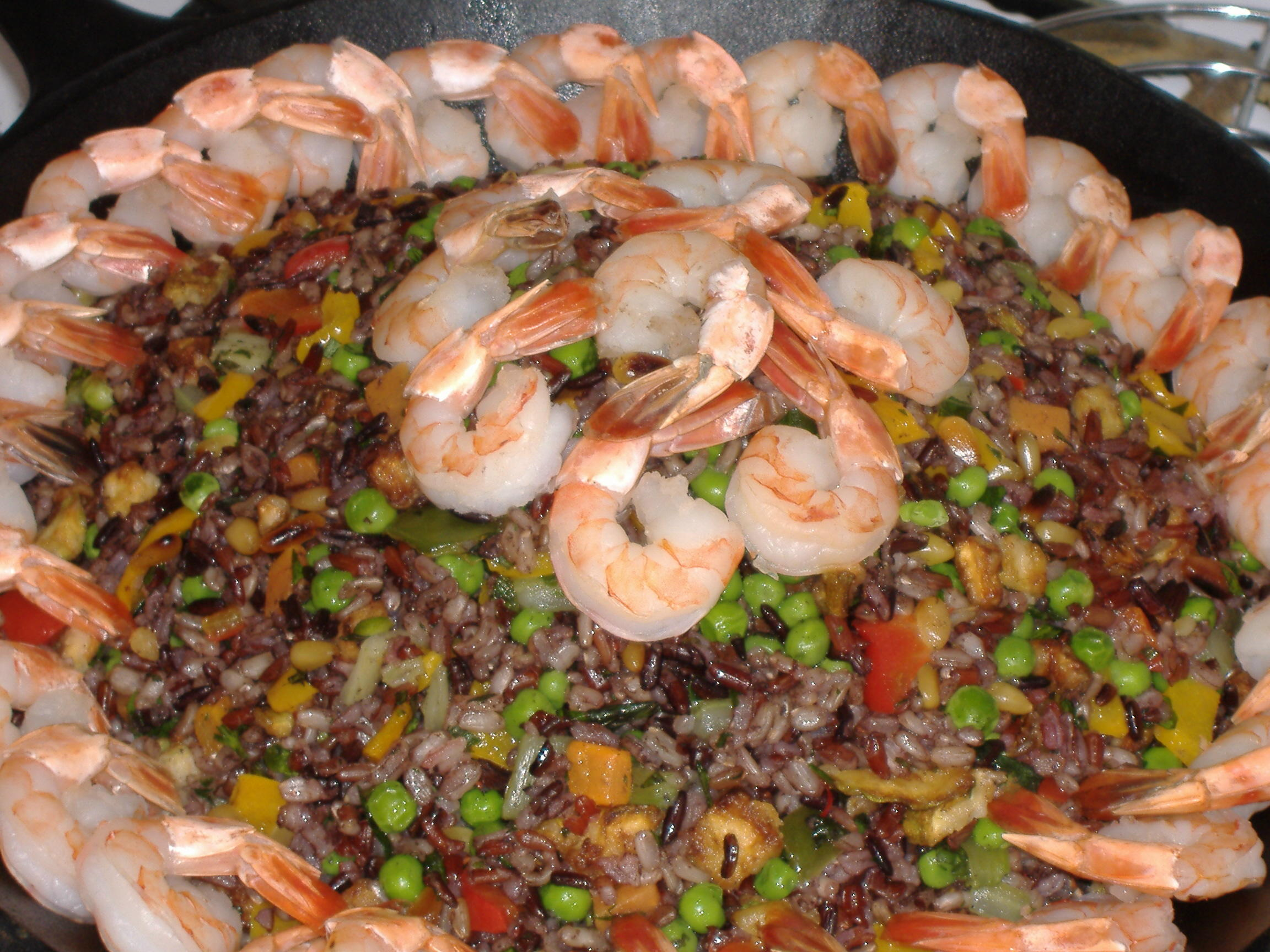
エビとファッロのサラダ

ファッロ（Farro[ˈfæroʊ]）は、3種のコムギを乾燥させ、水で柔らかくなるまで煮たもの。そのまま食べたり、サラダやスープの材料として使われることが多い。

## 定義
ファッロは、民族植物学上の用語で、スペルトコムギ（Triticum spelta）、エンマーコムギ（Triticum dicoccum）、ヒトツブコムギ（Triticum monococcum）の3種の籾殻付き小麦のことである。これらのコムギは難脱穀性である。イタリア語では、この3種をファッロ・グランデ（farro grande）、ファッロ・メディオ（farro medio）、ファッロ・ピッコロ（farro piccolo）と区別することがある。フランス語では、この3種をグランド・エポートル（grand épeautre）、モワン・エポートル（moyen épeautre）、プチ・エポートル（petit épeautre）（épeautreはスペルトコムギを意味するフランス語）と区別することもある。
エンマーコムギは、イタリア（特にトスカーナ州やアブルッツォ州の山岳地帯）で栽培されているファッロの中で、最も一般的な品種である。他の2種に比べ、調理用としてより高い品質を持つとされることから、「真の」ファッロと呼ばれることもある。ドイツ、オーストリア、スイスではスペルトコムギがよく栽培されている。
コムギの分類における歴史の難しさや、口語的・地域的な「ファッロ」という用語の使用により、これら3種を指す用語に関する混乱が発生している。例えば、トスカーナ州のガルファニャーナ地方で栽培されるエンマーコムギは、口語でファッロと呼ばれる。また、英語を話す人の中には、ファッロは3種の穀物そのものではなく、サラダなどの料理で出される蒸したり茹でたりした穀物のことを指すと思い込んでいる人もいる。更に、ファッロは英語で「スペルト（spelt）」と不正確に呼ばれることがあるが、これはこの用語がエンマーコムギ、ヒトツブコムギ、スペルトコムギの3つの穀物すべてを指していることを無視していることになる。

## 語源
イタリア語の「farro」は、標準ラテン語で小麦の一種を指す「far」・「farris」に由来すると推定されるラテン語のfarrumから派生している。Farはインド・ヨーロッパ語族の語根*bʰar-es-（スペルトコムギを指す）に由来する。この語根は、英語のbarley（オオムギ）、アルバニア語のbar（草）、古代教会スラブ語のбрашьно（brašĭno、小麦粉）、ギリシャ語のΦήρον（phḗron、植物の神）といった単語の語源にもなっている。